# Hungry for Stink
Hungry for Stink é o quarto álbum de estúdio da banda estadunidense L7. O título é retirado de um anúncio comercial, que foi visto por uma das integrantes da banda pouco antes do lançamento do álbum. Foi lançado em julho de 1994 durante um concerto do L7 no Lollapalooza. Musicalmente, o álbum é ainda mais pesado do que o trabalho anterior da banda, marcando o culminar de sua progressão de um punk e em grande parte para um metal. Liricamente as canções dizem respeito a temas "mais obscuros"; como perseguição em "Can I Run" e depressão e insanidade em "Questioning My Sanity".
A canção "Fuel My Fire", que se baseia em grande parte na melodia de "Lost Cause" da banda Cosmic Psychos, foi regravada mais tarde pelo grupo de música eletrônica The Prodigy, em seu álbum The Fat of the Land. Uma gravação precoce de "Freak Magnet", já havia aparecido como um lado B para o single "Everglade", uma faixa do álbum anterior do L7, Bricks Are Heavy.

## Recepção da crítica
| Críticas profissionais        | Críticas profissionais |
| Avaliações da crítica         | Avaliações da crítica  |
| Fonte                         | Avaliação              |
| ----------------------------- | ---------------------- |
| Allmusic                      | [ 3 ]                  |
| Entertainment Weekly          | A+                     |
| Rolling Stone                 | (favorável)            |
| The Rolling Stone Album Guide | [ 6 ]                  |
| Robert Christgau              | A−                     |

O crítico do banco de dados Allmusic, Stephen Thomas Erlewine escreveu: "Embora L7 soe tremendo em Hungry for Stink, a banda se esqueceu de compor qualquer música" mas acrescentou que "quando você é pego no meio de uma guitarra massiva [você] se alegra tanto e não se importa muito". A revista Rolling Stone afirmou: "A principal compositora Donita Sparks e companhia, chutam o traseiro intergênero por meio de acordes fortes e o abandono do grunge".

## Faixas
| N.º            | Título                     | Compositor(es)              | Duração |  |
| 1.             | "Andres"                   | Donita Sparks, Suzi Gardner | 3:03    |  |
| 2.             | "Baggage"                  | Sparks, Gardner             | 3:18    |  |
| 3.             | "Can I Run"                | Sparks                      | 3:54    |  |
| 4.             | "The Bomb"                 | Sparks, Jennifer Finch      | 2:39    |  |
| 5.             | "Questioning My Sanity"    | Sparks, Finch               | 3:42    |  |
| 6.             | "Riding with a Movie Star" | Sparks                      | 3:19    |  |
| 7.             | "Stuck Here Again"         | Sparks, Gardner             | 4:58    |  |
| 8.             | "Fuel My Fire"             | Cosmic Psychos, Sparks      | 3:46    |  |
| 9.             | "Freak Magnet"             | Sparks, Gardner             | 3:14    |  |
| 10.            | "She Has Eyes"             | Sparks, Finch               | 3:16    |  |
| 11.            | "Shirley"                  | Finch                       | 3:09    |  |
| 12.            | "Talk Box"                 | Sparks                      | 6:16    |  |
| Duração total: | Duração total:             | Duração total:              | 44:43   |  |

## Créditos
L7
- Donita Sparks → vocal e guitarra
- Suzi Gardner → vocal e guitarra
- Jennifer Finch → baixo e vocais de apoio
- Demetra Plakas → bateria

Produção
- GGGarth → produtor

## Desempenho nas tabelas musicais

### Tabelas semanais
| Tabela musical (1994)            | Melhor posição |
| -------------------------------- | -------------- |
| Estados Unidos (Billboard 200)   | 117            |
| Estados Unidos (Top Heatseekers) | 2              |
| Reino Unido (UK Albums Chart)    | 26             |